# اکالیپتوس آبی
اکالیپتوس آبی (نام علمی: Eucalyptus aquatica) نام یک گونه از سرده اوکالیپتوس است.